# Pyörösaari (ö i Päijänne-Tavastland)
Pyörösaari är en ö i Finland. Den ligger i sjön Tihjärvi och i kommunen Padasjoki i den ekonomiska regionen  Lahtis ekonomiska region  och landskapet Päijänne-Tavastland, i den södra delen av landet, 140 km norr om huvudstaden Helsingfors. Öns area är 0,8 hektar och dess största längd är 120 meter i sydöst-nordvästlig riktning.